# Brzozówka (Tarnów)
Pour les articles homonymes, voir Brzozówka.
Brzozówka est une localité polonaise de la gmina de Lisia Góra, située dans le powiat de Tarnów en voïvodie de Petite-Pologne.